# Tây Hiếu, Nghệ An
Tây Hiếu là một phường thuộc tỉnh Nghệ An, Việt Nam. Phường được hình thành trên cơ sở sáp nhập phường Quang Tiến và các xã Tây Hiếu, Nghĩa Tiến của thị xã Thái Hòa trong đợt Sáp nhập tỉnh thành Việt Nam 2025.

## Hành chính và tên gọi
Phường Tây Hiếu được thành lập theo Nghị quyết số 1678/NQ-UBTVQH15 của Ủy ban Thường vụ Quốc hội Việt Nam, ban hành ngày 16 tháng 6 năm 2025. Theo đó, sắp xếp toàn bộ diện tích tự nhiên, quy mô dân số của phường Quang Tiến và các xã Tây Hiếu, Nghĩa Tiến thuộc thị xã Thái Hòa trước đây thành một phường mới có tên gọi là phường Tây Hiếu.
Trước đó, theo Đề án sắp xếp đơn vị hành chính cấp xã tỉnh Nghệ An, phường này là phường Thái Hòa 2.
Sau sắp xếp phường có diện tích tự nhiên: 43,96 km2, quy mô dân số: 24.698 người. Về địa lý, phía Đông giáp phường Thái Hòa, phía Nam giáp xã Nghĩa Mai, phía Tây giáp xã Nghĩa Hưng và xã Nghĩa Khánh, phía Bắc giáp phường Thái Hòa.